# Rita Cadillac
Rita de Cássia Coutinho (Rio de Janeiro, 13 de juny de 1954), més coneguda com Rita Cadillac, és una ballarina i cantant brasilera. Va prendre el seu nom artístic de Rita Cadillac, una aclamada ballarina francesa dels anys 1950 i 1960. És una antiga chacrete, un nom especial per a identificar les ballarines que van aparèixer als programes de televisió presentats per Chacrinha.

## Trajectòria
El 1982, va protagonitzar amb la cantant Gretchen la pornochanchada Aluga-se moças i va fer un cameo a la pel·lícula del 2003 Carandiru.
El 2004 Cadillac va signar un contracte amb la productora de cinema pornogràfic Brasileirinhas a canvi de 500.000 reals brasilers, de manera que del 2004 al 2009 va aparèixer en 11 pel·lícules pornogràfiques. El 2009 va rellançar la seva carrera en el món de la fotografia glamour i després com a ballarina amb l'àlies «Cléo Cadillac».
A les eleccions locals brasileres del 2008 es va presentar com a candidata del Partit Socialista Brasiler a l'ajuntament de Praia Grande. L'abril de 2010 es va estrenar al Brasil el documental Rita Cadillac: A Lady do Povo. La pel·lícula mostra la seva vida des de la infància fins al 2007.
El 23 de juny de 2013, va ser anunciada com una de les setze noves celebritats de la sisena temporada d'A Fazenda. El 23 de juliol de 2013, després de 31 dies, va ser eliminada, acabant en 12è lloc del concurs. El juliol de 2017, Cadillac va aparèixer amb Gretchen en un anunci de Netflix Brasil per a promocionar la sèrie GLOW.